# فيصل نواف الأحمد الصباح
الشيخ فيصل نواف الأحمد الصباح (مواليد يناير 1957) عسكري كويتي سابق ، نائب رئيس الحرس الوطني منذ 9 نوفمبر 2022، وهو الإبن الثاني للشيخ نواف الأحمد الجابر الصباح أمير دولة الكويت السابق من زوجته شريفة سليمان الجاسم.

## عن حياته
ولد في الكويت في يناير 1957 ، حصل على بكالوريوس التجارة من (كلية العلوم الإدارية/تنظيم الأفراد) بجامعة الكويت. عينُ في وزارة الداخلية برتبة ملازم أول عام 1983. 

### مناصب
- شغل في سنة 2000 منصب مدير إدارة البحث والمتابعة في الإدارة العامة للهجرة
- عُين في سنة 2007 مديراً عاماً للإدارة العامة للجنسية ووثائق السفر الكويتية
- في 14 أبريل 2013 عينً وكيلاً مساعداً لشؤون الجنسية والجوازات
- في سنة 2014 عينً وكيلاً مساعداً لشؤون التعليم والتدريب

- في 25 يوليو 2018، عُين وكيلاً مساعداً لشؤون الجنسية والجوازات بوزارة الداخلية.[بحاجة لمصدر]

- في 9 سبتمبر 2018، عُين وكيلاً مساعداً لشؤون الأمن العام بوزارة الداخلية.[بحاجة لمصدر]

- في 30 مايو 2019، أصدر الشيخ صباح الأحمد الصباح أمير دولة الكويت مرسوماً بترقيته من رتبة لواء إلى رتبة فريق.[بحاجة لمصدر]

- في 16 سبتمبر 2021، أصدر الشيخ نواف الأحمد الصباح أمير دولة الكويت مرسوماً بتعينه وكيلًا لوزارة الداخلية وشغل المنصب حتى تقاعده في 20 يناير 2022.[5][6]

- في 7 نوفمبر 2022، اعتمد مجلس الوزراء مرسومًا بتعيينه نائبًا لرئيس الحرس الوطني بدرجة وزير، وقد رفع المرسوم إلى أمير البلاد، وفي 9 نوفمبر 2022 أصدر الشيخ مشعل الأحمد الصباح ولي عهد دولة الكويت مرسوماً بتعينه نائبًا لرئيس الحرس الوطني بدرجة وزير.[بحاجة لمصدر] [7]